# Franciszek Rusek
Franciszek Rusek (ur. 24 marca 1924 w Sułkowicach, zm. 20 stycznia 2020 w Grodzisku Mazowieckim) – polski sędzia, prokurator generalny od 1 grudnia 1981 do 31 maja 1984, doktor nauk prawnych.

## Życiorys
W latach 1944–1945 przebywał na robotach przymusowych w Niemczech. Studiował prawo na Uniwersytecie Poznańskim i Jagiellońskim, doktorat z nauk prawnych uzyskał w 1965. Pracował w sądownictwie od 1949, był m.in. sędzią i prezesem sądów wojewódzkich w Kielcach i Poznaniu.
W 1964 został zastępcą kierownika Wydziału Administracyjnego Komitetu Centralnego PZPR, w latach 1967–1972 pełnił funkcję podsekretarza stanu w Ministerstwie Sprawiedliwości.
W latach 1972–1981 był prezesem Izby Pracy i Ubezpieczeń Społecznych Sądu Najwyższego. Wchodził w skład Głównej Komisji Badania Zbrodni Hitlerowskich w Polsce i Prezydium Komisji Kodyfikacyjnej Prawa Karnego. Wiceprzewodniczący Rady Naukowej Instytutu Badania Prawa Sądowego.
Opublikował wiele prac z prawa sądowego, m.in. Postępowanie zaoczne w procesie cywilnym (1966), Koszty sądowe w postępowaniu cywilnym. Komentarz (1976, współautor), Społeczno-polityczne założenia kodeksu pracy (1976), Ustawa o okręgowych sądach pracy i ubezpieczeń społecznych. Komentarz (1977, współautor), Kodeks Pracy z komentarzem (1979, współautor).
Członek PPR i PZPR.
Prosił Radę Państwa o niestosowanie prawa łaski wobec Zdzisława Najdera, dyrektora polskiej sekcji Radia Wolna Europa skazanego na karę śmierci w tajnym procesie zaocznym.
Twierdził, że w początkowym okresie istnienia Polski Ludowej głównym zadaniem sądów była walka z wrogiem wewnętrznym, natomiast później ochrona mienia społecznego, które stanowiło podstawę ustroju gospodarczego i społecznego państwa.
Odsunięty od obowiązków prokuratora generalnego w końcu lutego 1984, a następnie odwołany z tej funkcji, w związku z negatywną oceną Biura Politycznego KC PZPR, które było niezadowolone z pierwszej wersji ustaleń prokuratury, w których winą za śmierć Grzegorza Przemyka obarczono milicjantów. Domagano się, aby winę milicjantów wyeliminować lub co najmniej zmarginalizować.
Zmarł w Grodzisku Mazowieckim i został pochowany w grobie rodzinnym na Cmentarzu Wojskowym na Powązkach (kwatera: A 34 rząd:4, grób:27)

## Franciszek Rusek w filmie
W filmie Żeby nie było śladów w reżyserii Jana P. Matuszyńskiego (2021) w postać Franciszka Ruska wcielił się Mikołaj Grabowski.

## Odznaczenia
- Krzyż Komandorski Orderu Odrodzenia Polski (1969)[6]
- Order Sztandaru Pracy II klasy[7]
- Złota odznaka "Zasłużonego działacza Zrzeszenia Prawników Polskich"[8].